# 日本漫畫家

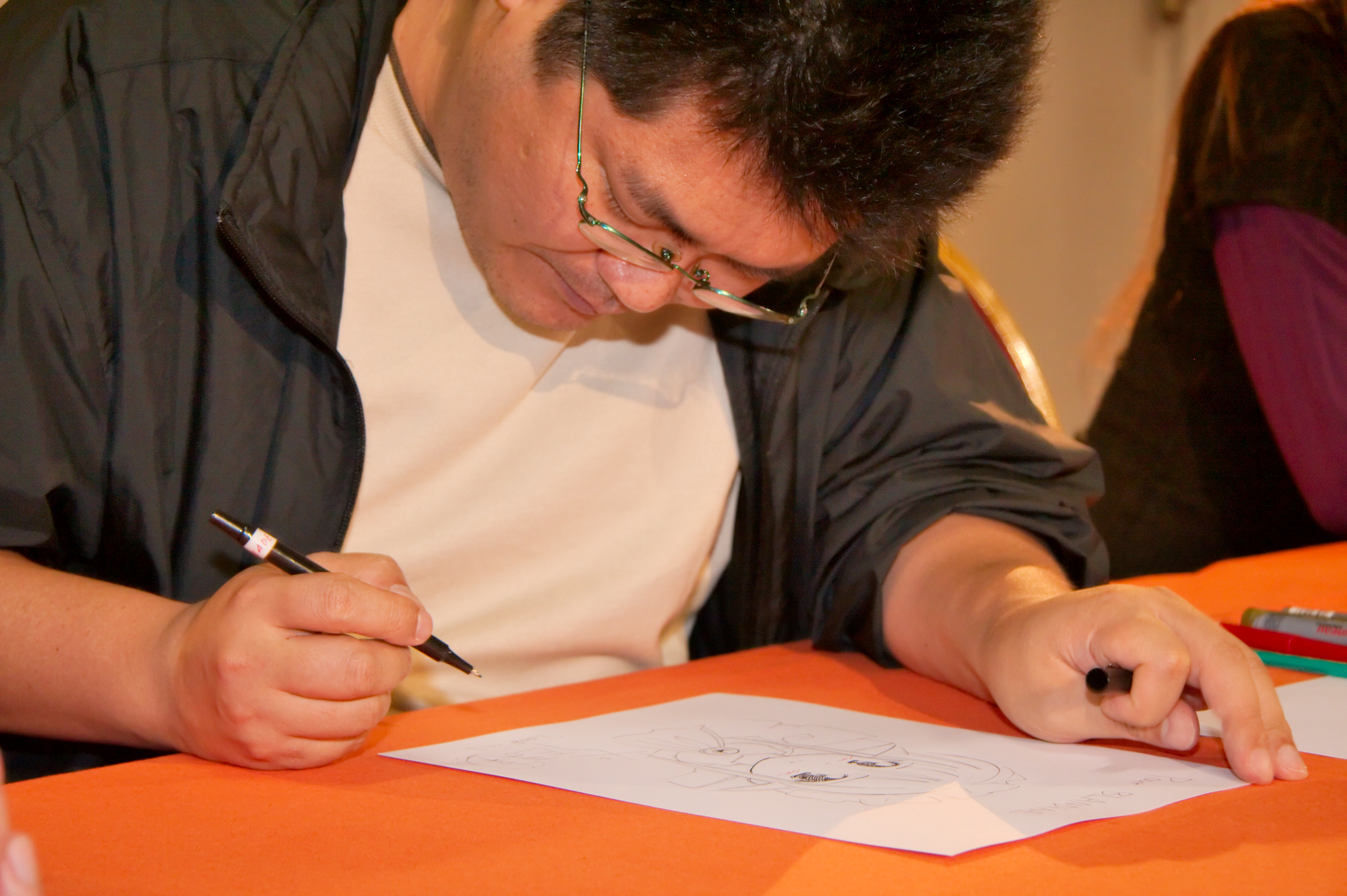
DITAMA，日本男性漫畫家，愛知縣稻澤市出身。

日本漫畫家指日本國內製作漫畫的漫畫家，與負責腳本及漫畫作畫助理不同，擔任主要作畫任務。日本國內目前有超過3000位職業漫畫家。
一些日本漫畫家在成為職業漫畫家之前，會先進入漫畫學校或藝術大學就讀，但也有一些人直接擔任主要作畫，沒有作畫或當助理的經驗，例如武内直子及手塚治虫。

## 參閱
- 日本漫畫家列表

## 外部連結
- 漫画家公式サイトリンク集 （页面存档备份，存于）（日語）